# Season of the Witch
Season of the Witch (bra: Caça às Bruxas; prt: Época das Bruxas) é um filme estadunidense de 2011, dos gêneros drama, aventura, fantasia e suspense, dirigido por Dominic Sena, com roteiro de Bragi F. Schut abordando o tema de caça às bruxas no século XIV.

## Sinopse
Behmen (Nicolas Cage) é um cruzado do século XIV que retorna com seu companheiro Felson (Ron Perlman) a uma pátria devastada pela peste negra. Um cardeal doente, D'Ambroise (Christopher Lee), considerando a prática de feitiçaria a causa da praga, comanda os dois cavaleiros para transportar Anna (Claire Foy), uma garota acusada de bruxaria, para um mosteiro remoto, onde monges irão julgá-la e realizar um ritual, na esperança de acabar com a peste. Um padre (Stephen Campbell Moore), um cavaleiro de luto (Ulrich Thomsen), um vigarista itinerante (Stephen Graham) e um acólito (Robert Sheehan) se juntam a missão.

## Elenco
| Ator                   | Personagem         |
| ---------------------- | ------------------ |
| Nicolas Cage           | Behmen             |
| Ron Perlman            | Felson             |
| Stephen Campbell Moore | Debelzaq           |
| Robert Sheehan         | Kay                |
| Claire Foy             | Anna               |
| Ulrich Thomsen         | Eckhardt           |
| Stephen Graham         | Hagamar            |
| Christopher Lee        | Cardeal D'Ambroise |
| Nick Thomas-Webster    | aldeão             |
| Matt Devere            |                    |
| Peter Linka            | Grand Master       |

## Produção
O filme foi gravado em Korda Studios, próximo a Budapest. A Lionsgate programou para setembro de 2010 a regravação de algumas cenas em Shreveport, Luisiana.